# Fidei depositum
Fídei depósitum (с лат. — «Хранить залог веры») — апостольская конституция Римского папы Иоанна Павла II, выпущенная 11 октября 1992 года по случаю публикации Катехизиса Католической Церкви.

## Содержание
В апостольской конституции Римский папа Иоанн Павел II показывает историю создания Катехизиса Католической церкви и объясняет цели его публикации. Римский папа Иоанн Павел II представляет новый Катехизис Католической Церкви, который создан по аналогии Катехизиса Пия V. Новый Катехизис Католической Церкви содержит подобную структуру, состоящую из четырёх разделов Исповедание веры, Совершение христианской тайны, Жизнь во Христе и Христианская молитва.
Римский папа Иоанн Павел II объявляет в апостольской конституции Fidei depositum, что текст Катехизиса Католической Церкви имеет доктринальное значение и признаёт, что он является верной нормой преподавания веры и законным средством, которое служит церковной общине.
Апостольская конституция Fidei depositum состоит из следующих разделов:
- Введение;
- Путь и дух подготовки текста;
- Расположение материала;
- Доктринальное значении текста;
- Заключение.